# 松平信亨
松平 信亨（まつだいら のぶつら）は、江戸時代中期の大名。出羽国上山藩4代藩主。官位は従五位下山城守、大蔵少輔。藤井松平家嫡流10代。

## 生涯
延享3年（1746年）1月28日、3代藩主・松平信将の長男として誕生した。宝暦11年（1761年）、父の死去で家督を継ぐ。宝暦12年（1762年）12月28日、従五位下、山城守に叙位・任官された。その後は大坂加番や外桜田門番などを歴任したが、もともと和歌や俳諧、書画に優れた文化人で、そちらの世界に次第に傾倒して藩政を顧みなくなり、藩財政のさらなる窮乏を招いた。このため、藩内では家臣団が藩政改革の主導権をめぐって争う。
明和8年（1771年）には藩財政再建のため、過酷な検地を実施することによる年貢のつり上げを図ったが、農民の激しい反対にあって失敗に終わった。安永9年（1780年）には藩政を顧みない信亨を強制的に隠居させようという家臣団の陰謀が発覚する有様で、このような一連の騒動が幕府に知られて、寛政2年（1790年）2月20日に幕命によってほとんど強制的に家督を長男の信古に譲って隠居することとなった。しかし、隠居後も華美な生活を送ったとされる。寛政8年（1796年）9月12日に死去した。享年51。
松平定信の『宇下人言』に、天明2年（1782年）頃から同世代の友人として交わりをもったが、華美奢侈の生活をしていると聞き、珍しい鳥を集めて飼っているというので調べるとその通りだったので絶交したと書かれている。

## 系譜
父母
- 松平信将（父）
- 毛利氏（母） - 側室

正室
- 好、清峰院殿浄雲自鏡大姉 - 毛利重就の娘

側室
- 鳥居氏
- 沢野氏
- 一円氏
- 山下氏

子女
- 松平信古（長男） 生母は鳥居氏
- 松平信恭
- 松平信愛（四男）
- 松平鋭丸
- 三枝守典室
- 松平信行正室 - 松平信愛の養女